# Epfig
Epfig je občina v departmaju Bas-Rhin francoske regije Alzacija.
Leta 1990 je v občini živelo 1 753 oseb oz. 80 oseb/km².